# Courlon-sur-Yonne
Courlon-sur-Yonne är en kommun i departementet Yonne i regionen Bourgogne-Franche-Comté i norra Frankrike. Kommunen ligger i kantonen Sergines som tillhör arrondissementet Sens. År 2022 hade Courlon-sur-Yonne 1 191 invånare.

## Befolkningsutveckling
Antalet invånare i kommunen Courlon-sur-Yonne
| Referens: INSEE |